# Álvaro Obregón, Libres
Álvaro Obregón är en ort i Mexiko.   Den ligger i kommunen Libres och delstaten Puebla, i den sydöstra delen av landet, 150 km öster om huvudstaden Mexico City. Álvaro Obregón ligger 2 385 meter över havet och antalet invånare är 692.
Terrängen runt Álvaro Obregón är kuperad åt sydväst, men åt nordost är den platt.Runt Álvaro Obregón är det ganska tätbefolkat, med 78 invånare per kvadratkilometer. Närmaste större samhälle är Libres, 2,6 km norr om Álvaro Obregón. Omgivningarna runt Álvaro Obregón är en mosaik av jordbruksmark och naturlig växtlighet.